# Patmos (Hölderlin)

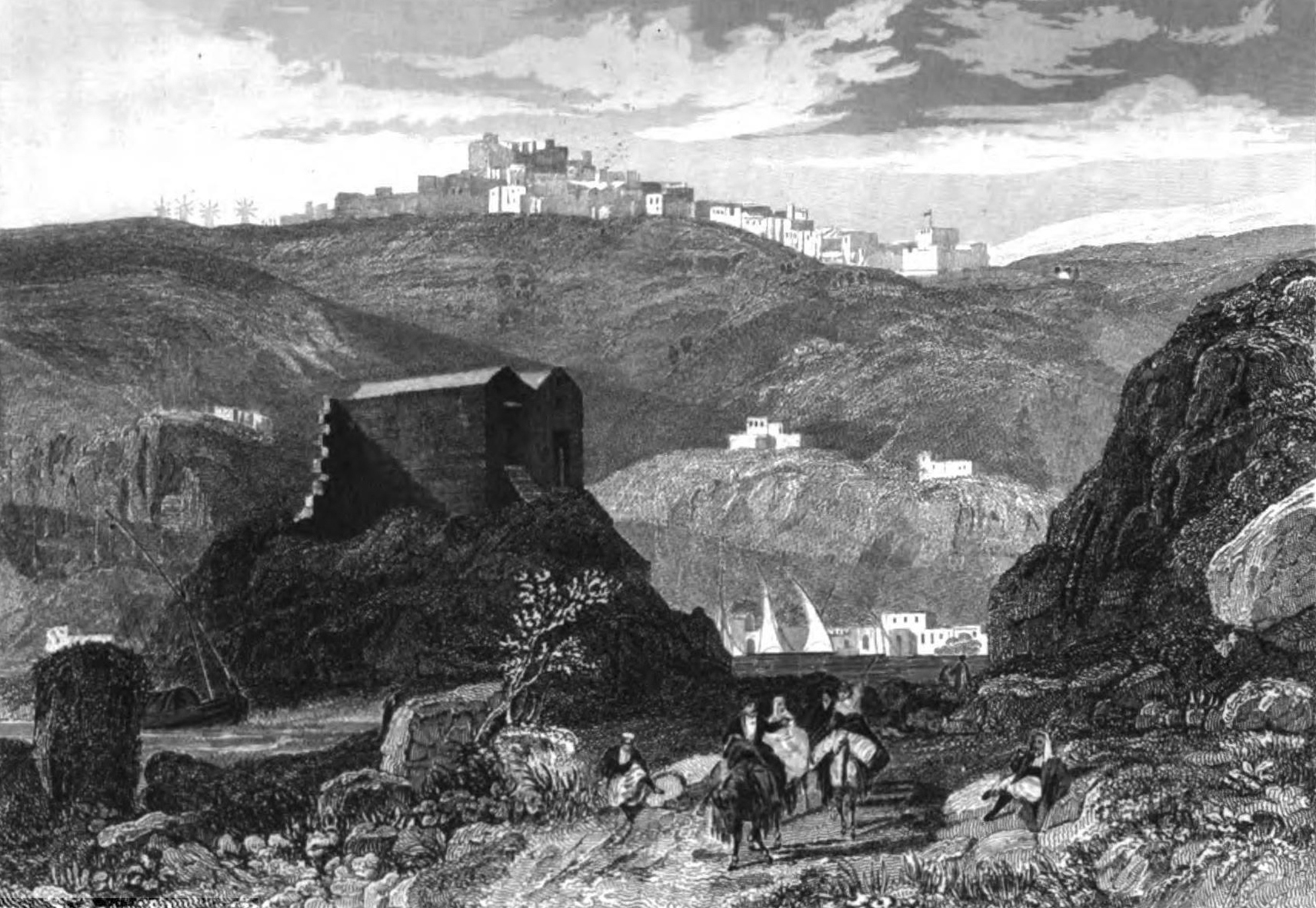
Zeichnerische Darstellung der Insel Patmos, 1837

Patmos ist der Titel einer 1803 vollendeten Hymne von Friedrich Hölderlin. Der Erstdruck erfolgte 1808 im Musenalmanach von Leo von Seckendorff, gewidmet ist die Dichtung dem Landgrafen von Homburg. Das Gedicht ist nach der griechischen Insel Patmos benannt, die als Schöpfungsort der prophetischen Offenbarung des Johannes gilt. Sie ist dem verfolgten Christen ein Zufluchtsort und kennzeichnet zugleich die apokalyptische Krisensituation. Bereits der Titel verweist so auf den esoterisch-eschatologischen Horizont des Textes, der ausgesprochen reich an verschlüsselten Zitaten und Anspielungen auf synthetisch miteinander verwobene biblische, christliche, griechische und lateinische Motive und Mythen ist.
Ähnlich den anderen Versdichtungen aus dem Spätwerk Hölderlins ist auch Patmos ein kühner Versuch der Deutung der Geschichte als fortgesetzter göttlicher Offenbarung. Sie ist Ausdruck des Scheiterns der frühromantischen politischen Träume, die nun in eine religiöse, geistige Sphäre sublimiert werden. Besonders nah steht die Hymne darin der Dichtung Der Einzige, aber auch den Gesängen Friedensfeier und Andenken.

## Entstehungsgeschichte

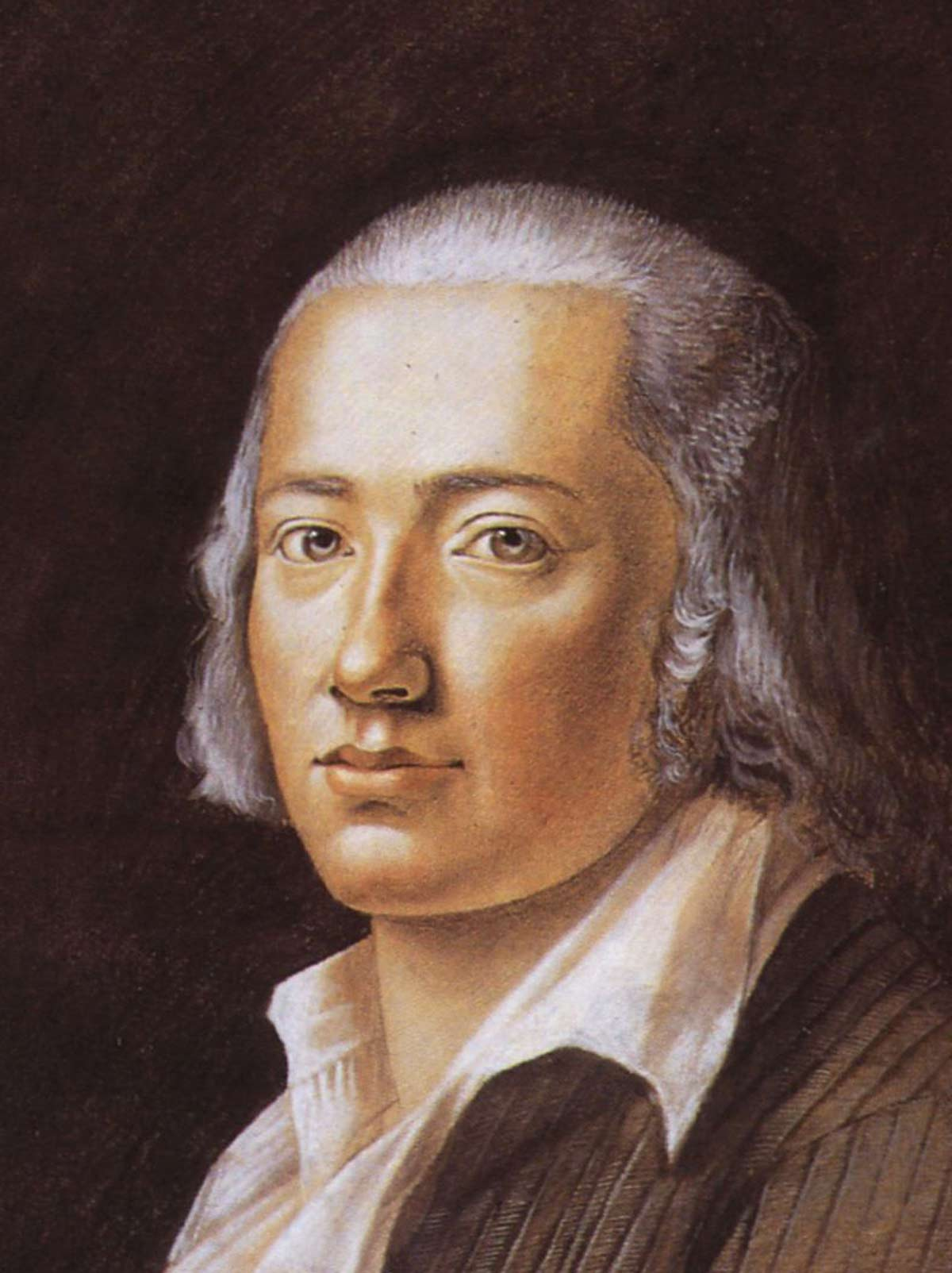
Pastellporträt Friedrich Hölderlins von Franz Carl Hiemer, 1792

Friedrich Hölderlin widmete die Hymne dem Landgrafen von Homburg, Friedrich V., an dessen Hof sich der Dichter seit 1804 auf Vermittlung seines Freundes Isaac von Sinclair aufhielt. Werner Kirchner (1885–1961) machte einen Brief bekannt, in dem der Landgraf 1802 Friedrich Gottlieb Klopstock darum gebeten hatte, ihm ein pietistisches Gedicht zu schreiben, das seinem bisherigen Schaffen die Krone aufsetzen und der Eiseskälte der aufklärerischen Bibelexegeten die Glut der Frömmigkeit entgegenstellen sollte. Der durch sein hohes Alter geschwächte Dichter sah sich jedoch außerstande, den Wunsch zu erfüllen.
Daraus, dass Hölderlin von dieser Korrespondenz wahrscheinlich gewusst hat und also möglicherweise der Bitte selbst entsprechen wollte, lassen sich eventuell auch die zahlreichen Verweise auf Klopstocks Epos Der Messias erklären, auf die bereits Lothar Kempter hingewiesen hat. Gerade um die Offenbarung des Johannes und ihre Urheberschaft war im 18. Jahrhundert ein erbitterter Streit entbrannt, an dem unter anderem Gottlob Christian Storr beteiligt gewesen war, dessen Vorlesungen zum Supranaturalismus Hölderlin während seiner Studienzeit in Tübingen gehört hatte.
Zugleich aber lässt sich in der Biographie spätestens seit seiner Zeit in Maulbronn ein zunehmendes Entwachsen Hölderlins aus der protestantisch-pietistischen Frömmigkeit seiner Kindheit und Jugend feststellen, bedingt unter anderem durch seine tiefgreifende Beschäftigung mit Kant und dem Spinozismus. Entsprechend ist Patmos nicht etwa die Verteidigung des alten christlichen Weltbildes gegenüber dem der Aufklärung, sondern ein „Entwurf einer neuen, idealistischen Geschichtsphilosophie, die den Aufklärungsprozeß nicht negiert, vielmehr als geschichtlich notwendig integriert“.

## Inhalt und Deutung

### 1. Strophe

#### Verse 1–4
| Druckfassung                                                                                 | Spätere Fassung                                                                                     |
| -------------------------------------------------------------------------------------------- | --------------------------------------------------------------------------------------------------- |
| 1 Nah ist 2 Und schwer zu fassen der Gott. 3 Wo aber Gefahr ist, wächst 4 Das Rettende auch. | 1 Voll Güt ist; keiner aber fasset 2 Allein Gott. 3 Wo aber Gefahr ist, wächst 4 Das Rettende auch. |

Die ersten vier Zeilen sind die wohl bekanntesten und am häufigsten zitierten Verse der Hymne. Sie leiten die insgesamt fünfzehn Strophen zu je fünfzehn Zeilen ein, aus denen der Gesang besteht, und geben ihr die antithetische, dichotomische Architektonik aus der gleichzeitigen Nähe und Ferne Gottes, aus Gefahr und Rettung vor. Nähe und Ferne ergeben sich einerseits aus dem Gegensatz vom im Glauben gespürten, aber im Wissen distanzierten Gott, andererseits aus der Natur der messianischen Erlöserfigur, die der Transzendenz entstammt, doch im Irdischen wirkt. In späteren, vermutlich noch im selben Jahr geschaffenen Fassungen wandelte Hölderlin die ersten beiden Zeilen leicht ab und ersetzte die Nähe durch die Güte Gottes, wodurch ein späterer wesentlicher Satz, „Denn alles ist gut“, thematisch vorweggenommen wird.
Die organische Wachstumsmetapher, durch die die Rettung gekennzeichnet wird, spielt auf den Mythos von Kadmos an, in dem der Held auf Geheiß von Athene die Zähne eines von ihm getöteten Drachen in die Erde pflanzte und aus ihnen die Sparten wuchsen, die gemeinsam mit ihm die Stadt Kadmeia gründeten. In den Bruchstücken der späteren Fassung wird gegen Ende der Hymne durch den Verweis auf die „Drachenzähne, prächtigen Schicksals“ (V. 97) der Verweis auf diesen Mythos noch deutlicher herausgestellt.

#### Verse 5–15
5 Im Finstern wohnen

6 Die Adler und furchtlos gehn

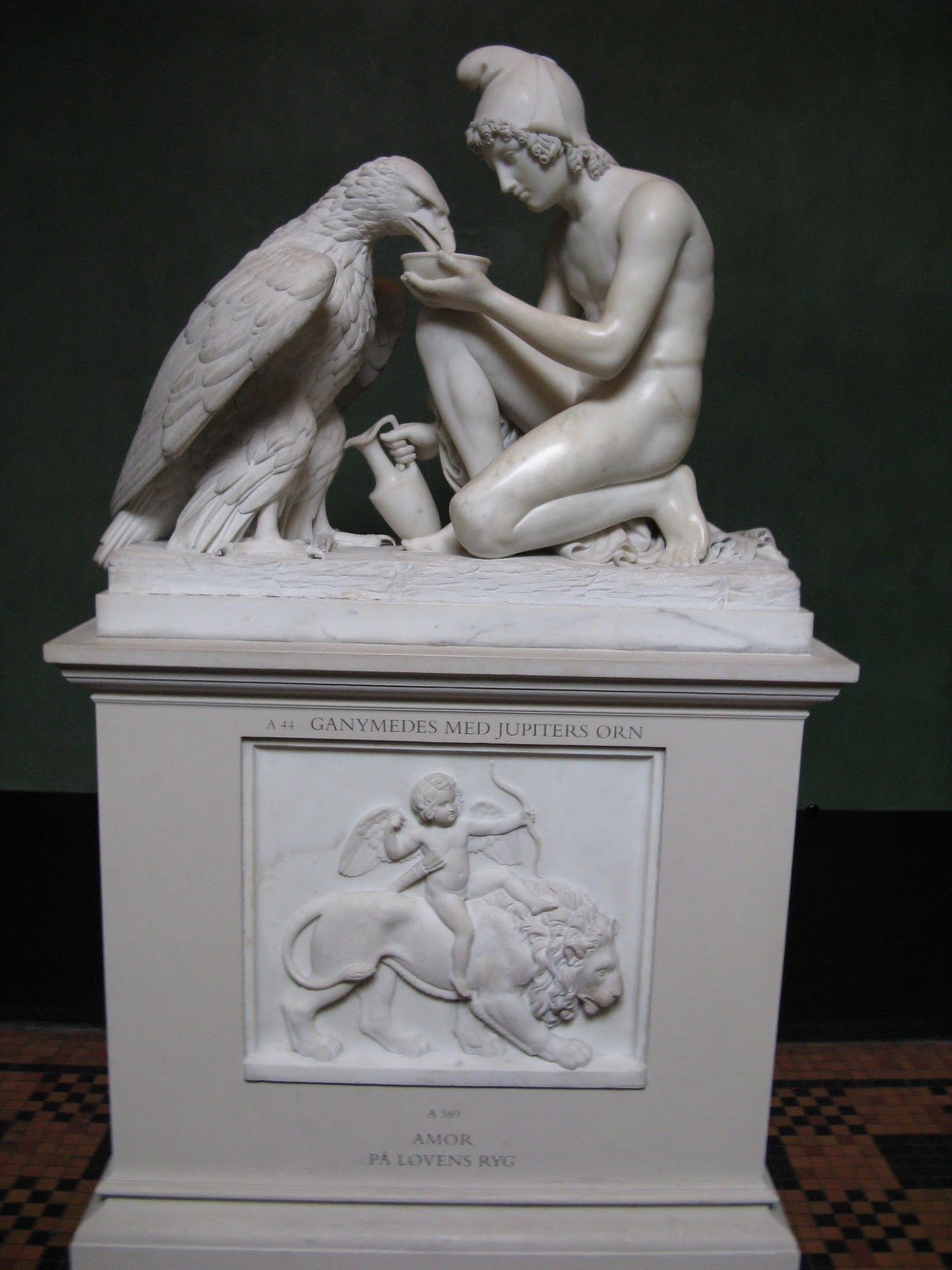
Bertel Thorvaldsen, Ganymed, den Adler des Zeus tränkend, 1817

7 Die Söhne der Alpen über den Abgrund weg

8 Auf leichtgebaueten Brücken.

9 Drum, da gehäuft sind rings

10 Die Gipfel der Zeit, und die Liebsten

11 Nah wohnen, ermattend auf

12 Getrenntesten Bergen,

13 So gib unschuldig Wasser,

14 O Fittige gib uns, treuesten Sinns

15 Hinüberzugehn und wiederzukehren.
Die folgenden Zeilen der ersten Strophe illustrieren den eingangs beschriebenen Sachverhalt; Gefahr und Trennung sind metaphorisch durch die Klüfte dargestellt, die durch die mit der Zeit gewachsenen Berge immer tiefer wurden. Rettung erfahren die Adler und die „Söhne der Alpen“ durch die Flügel und das Geschick beim Brückenbau, durch die sie befähigt werden, die Abgründe zu überwinden. Das unschuldig Wasser steht symbolisch für das einigende Moment, die Liebe für das einigende Prinzip.
Der Adler, ein in der Dichtung Hölderlins sehr häufiges Motiv, ist ein Attribut des Johannes, zugleich jedoch auch ein Anklang an den Mythos der Entführung Ganymeds in die göttlichen Sphären des Olymp durch Zeus in Adlergestalt. Darüber hinaus ist der Göttervogel das Symbol der Güte des biblischen Gottes (Ex 19,4 ) und schließlich auch für den Dichter schlechthin.

### 2.–3. Strophe
Von einem Genius entführt reist das lyrische Ich gen Osten hin zum Land der Gottesoffenbarung. In der zweiten und dritten Strophe schreitet der durchaus von gewisser Wehmut begleitete Prozess der Entfernung „vom eigenen Haus“ (V. 20) von der gewohnten Heimat, dem Mittelpunkt des eigenen Lebens, zügig und unaufhaltsam voran. Von der Sonne geblendet überquert es das weite Meer. Dem zurückgelassenen schattigen Wald und den sehnsüchtigen Bächen steht der frische Glanz und der goldene Rauch der eindrücklich geschilderten Fremde Asiens gegenüber.

### 4.–6. Strophe

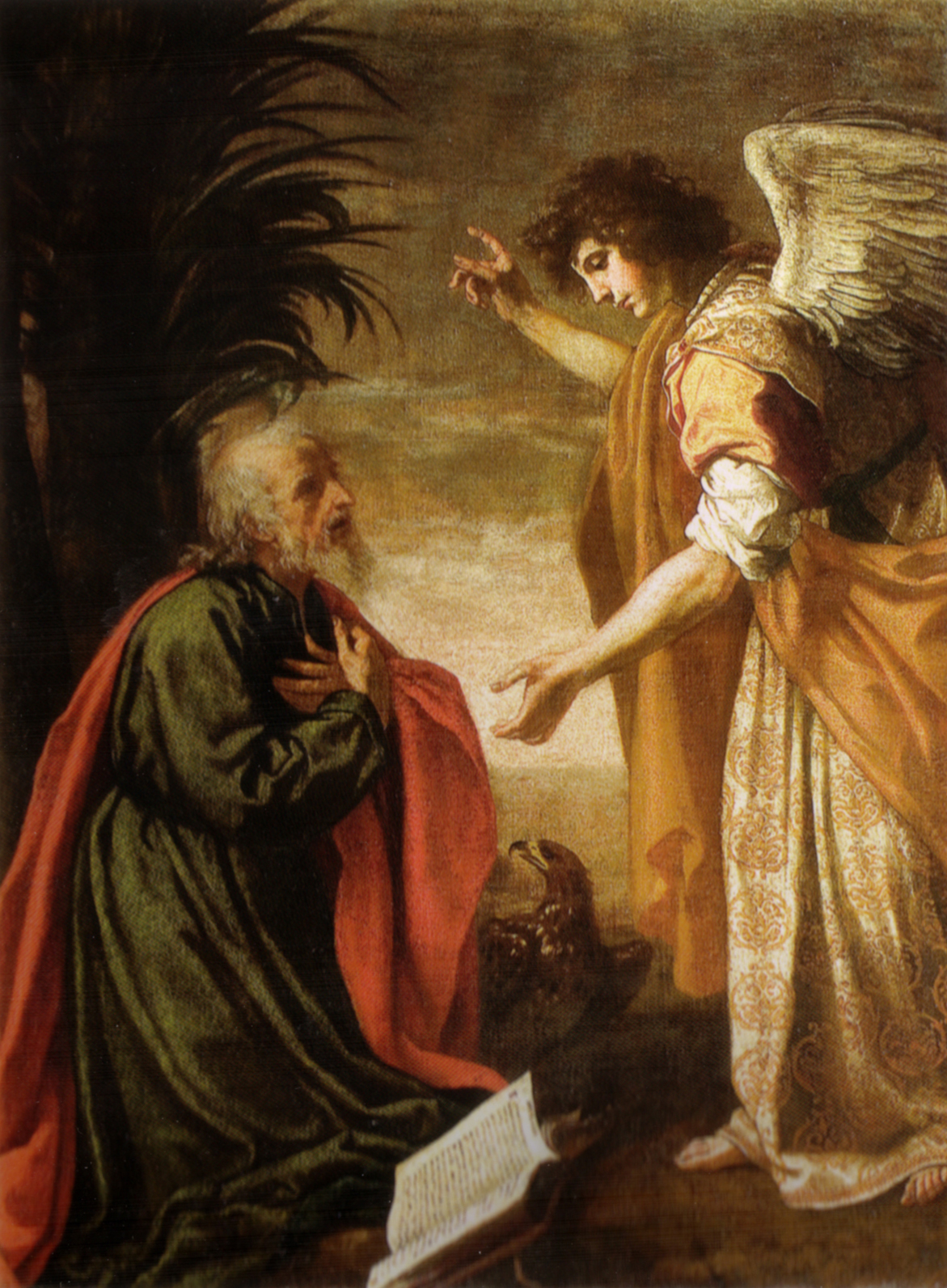
Jacopo Vignali, Johannes auf Patmos, 17. Jahrhundert

Die vierte Strophe schließlich führt nach Patmos und evoziert auch gleich mit der „dunkeln Grotte“ die neutestamentliche Offenbarungssituation. Hölderlin folgt in seinem Gesang ab hier der traditionellen Deutung des Urhebers der Apokalypse als identisch mit dem Evangelisten und dem Apostel Johannes. Die Insel wird als „gastfreundlich“ aber „ärmlich“ beschrieben und verweist damit möglicherweise auf Bethlehem; Hölderlin entwirft in seinem Gedicht eine sakrale Topographie, übertragen in den zwischen Okzident und Orient gelegenen ägäischen und kleinasiatischen Raum, in der bereits die zu Beginn beschriebenen Alpen als Anklang auf den Berg Sinai verstanden werden können. In der späteren Fassung des Gedichtes zählt er an dieser Stelle der fünften Strophe entsprechend die Lebensstationen Jesu – Jordan, Nazareth, Capernaum, Galiläa, Cana – auf, die dann sinnbildlich für sein Schicksal stehen.
In der sechsten Strophe schließlich wird das letzte Abendmahl durch den Verweis auf den Weinstock szenisch unmittelbar mit dionysischen Gastmählern überblendet. An zentraler Stelle schließt die Passion mit der Formel ab: „Denn alles ist gut.“ Sie fasst letztlich die Aufgabe des Gesangs selbst zusammen, nämlich Bestehendes gut zu deuten, während das „Zürnen“ der Welt letztlich sprachlos bleibt.

### 7.–9. Strophe
Die dritte Strophentriade steht ganz im Zeichen der Trauer; sie ist wohl das älteste Fragment der Hymne. Ein einzelner Lichtblick, das Pfingstereignis, geht unter im Angesicht der Diaspora und der Verlusterfahrung: „Doch furchtbar ist, wie da und dort / Unendlich hin zerstreut das Lebende Gott.“ Der Verlust der Lebensmitte geht so weit, dass der Vers mehrdeutig bleibt in der Frage, wer der Handelnde ist; ob es Gott ist, der das Lebende, oder ob das Lebende Gott zerstreut. Erst die Exegese des Momentes in den folgenden Strophen verhilft ihm zu guter Deutung.

### 10.–12. Strophe
145 … wenn die Ehre

146 Des Halbgotts und der Seinen

147 Verweht und selber sein Angesicht

148 Der Höchste wendet

149 Darob, daß nirgend ein

150 Unsterbliches mehr am Himmel zu sehn ist oder

151 Auf grüner Erde, was ist dies?

152 Es ist der Wurf des Säemanns, wenn er faßt

153 Mit der Schaufel den Weizen,

154 Und wirft, dem Klaren zu, ihn schwingend über die Tenne.

155 Ihm fällt die Schale vor den Füßen, aber

156 Ans Ende kommet das Korn…
Die zehnte Strophe setzt Christus durch die Wendung des „Halbgotts und der Seinen“ in Bezug zu mythomessianischen Gestalten der Antike wie Herakles und Dionysos. Die nachfolgende Erläuterung mithilfe des Bildes des worfelnden Säemanns ist in der Forschung zunächst kaum problematisiert worden; sehr wahrscheinlich handelt es sich dabei jedoch um eine versteckte Kritik an der binnenchristlichen Heilsgeschichtsauslegung, deren Unsinnigkeit in der offenbar verkehrten Handlungsabfolge zum Ausdruck gebracht wird. Der Wurf des Sämanns führt hier nicht dem Gleichnis Jesu entsprechend zur anschließenden Sammlung, sondern verharrt in der sinnlosen Zerstreuung, die sich insbesondere daraus ergibt, dass die sammelnde Autorität infolge der Zerstörung des Tempels und des Todes Jesu nicht mehr anwesend ist. In der elften und zwölften Strophe gilt es schließlich, nicht mehr nur den erinnerten Christus, sondern sein wahres, göttliches „Angesicht“ zu bilden und zu schauen, so wie es einst Johannes als sein liebster Jünger vermochte.

### 13.–15. Strophe
Der zu Beginn noch völlig unpersönlich erscheinende Gott wandelt sich endlich in den letzten beiden Strophen zum vertrauten „Vater“ (Verse 202, 221), was den im Verlauf der Hymne dargestellten Geschichts- und Erkenntnisprozess unterstreicht – und das, obwohl der Gott, von dem Hölderlin spricht, letztlich nur noch ein „erinnerter Gott“ ist:
211 Zu lang, zu lang schon ist

212 Die Ehre der Himmlischen unsichtbar. […]

219 Wir haben gedienet der Mutter Erd

220 Und haben jüngst dem Sonnenlichte gedient,

221 Unwissend, der Vater aber liebt,

222 Der über allen waltet,

223 Am meisten, daß gepfleget werde

224 Der feste Buchstab, und Bestehendes gut

225 Gedeutet. Dem folgt deutscher Gesang.
Hölderlin schreibt damit die Erlösung nicht einem göttlichen Gnadenakt, sondern einem zaghaften Prozess des bewussten Erkennens seitens des grenzüberschreitenden menschlichen Individuums zu. Dadurch, dass die Hymne diesen Prozess nicht nur beschreibt, sondern gewissermaßen selbst vollzieht, erhält sie einen sprachmagischen, ihrerseits prophetischen Charakter. Der deutsche Gesang ist ein gedeuteter Gesang.

## Rezeption
Martin Heidegger, der ab den dreißiger Jahren Hölderlins Gedichte umfangreich erarbeitete und daraus wesentliche Grundlagen seiner Philosophie entwickelte, ging bemerkenswerterweise einer tieferen Auseinandersetzung mit Patmos aus dem Wege. Er äußerte sich ausführlicher lediglich zu den Versen „Wo aber Gefahr ist, wächst / Das Rettende auch“, die er zum Ausgangspunkt seiner Überlegungen zum Verhältnis zur Technik macht. Der Grund kann darin zu sehen sein, dass sich gerade hier die wesentlichen Differenzen in ihren Zugängen zur Welt erkennen lassen. Illustrieren lässt sich das etwa an der sehr unterschiedlichen Konzeption des Abgrundes, in dem Heidegger das „Sein“ selbst vermutet, Hölderlin hingegen den „Zorn Gottes“ lokalisiert, das die Wende bringende Moment.
Das in Patmos zentrale Wort „Alles ist gut“ sah Theodor Adorno als „verzweifelte Affirmation des Todes Christi“, als die „durch solche Reduktion trostlose Quintessenz des Idealismus.“ Bereits Peter Szondi widersprach dieser Auffassung, da sich der Satz nicht auf etwas Antizipiertes, sondern auf das Vorausgegangene beziehe. Johann Kreuzer zufolge affirmiert der Satz nicht den Tod des Halbgottes, sondern die „veränderliche Natur des Zeitlichen“, das Ende der Vermittlung durch Halbgötter, die nunmehr durch individuelle Logoswerdung ersetzt werden müsse.